# 森亞 (佛羅里達州)
森亞（英語：Senyah）是位於美國佛羅里達州福祿喜雅縣的一個非建制地區。該地的面積和人口皆未知。

## 地理
森亞的座標為29°20′25″N 81°29′32″W / 29.34028°N 81.49222°W，而該地的平均海拔高度為18米（即59英尺）。